# Bobby Sibbald
Bobby Sibbald (Hebburn, 25 gennaio 1948) è un ex calciatore inglese, di ruolo difensore.

## Carriera
Si forma calcisticamente nel Leeds Utd, debuttando in prima squadra e nella massima divisione inglese il 4 febbraio 1967 nella trasferta contro l'Everton, subentrando a Terry Cooper. Rimarrà con i Peacocks sino al febbraio 1969, quando passò allo York City, club di Fourth Division. Con gli Yorkies ottiene la promozione in terza serie al termine della Fourth Division 1970-1971.
Nel 1971 passa al Southport, club nel quale rimarrà sino al febbraio 1977. Con i Yellows ha vinto la Fourth Division 1972-1973, tornando però la stagione seguente immediatamente in quarta serie.
Durante la sua militanza al Southport, nell'estate 1975 passò in prestito agli statunitensi del L.A. Aztecs, franchigia della North American Soccer League. Nella stagione 1975 raggiunge con gli Aztecs i quarti di finale dei playoff per il titolo.
Nel 1977, dopo un breve passaggio ai dilettanti del Witton Albion, tornò agli Aztecs, militandovi sino al 1980. Con i californiani raggiunse nelle stagioni 1977 e 1980 alle semifinali playoff. Dal 1979 al 1981 è anche assistente allenatore di Rinus Michels e poi di Cláudio Coutinho.
Chiuderà la carriera agonistica nel 1983 con i dilettanti californiani del Torrance United. 
Durante e successivamente alla sua esperienza con gli Aztecs, Sibbald giocò anche nella squadra di indoor soccer dei californiani, raggiungendo nella stagione 1980-1981 i quarti di finale dei playoff per il titolo, persi contro i futuri campioni dell'Edmonton Drillers.

## Palmarès

### Club

#### Competizioni nazionali
- Campionato inglese di quarta divisione: 1

Southport: 1972-1973